# Renault Magnum
Renault Magnum – seria samochodów ciężarowych produkowanych przez francuski koncern Renault V.I./Renault Trucks.

## Historia modelu

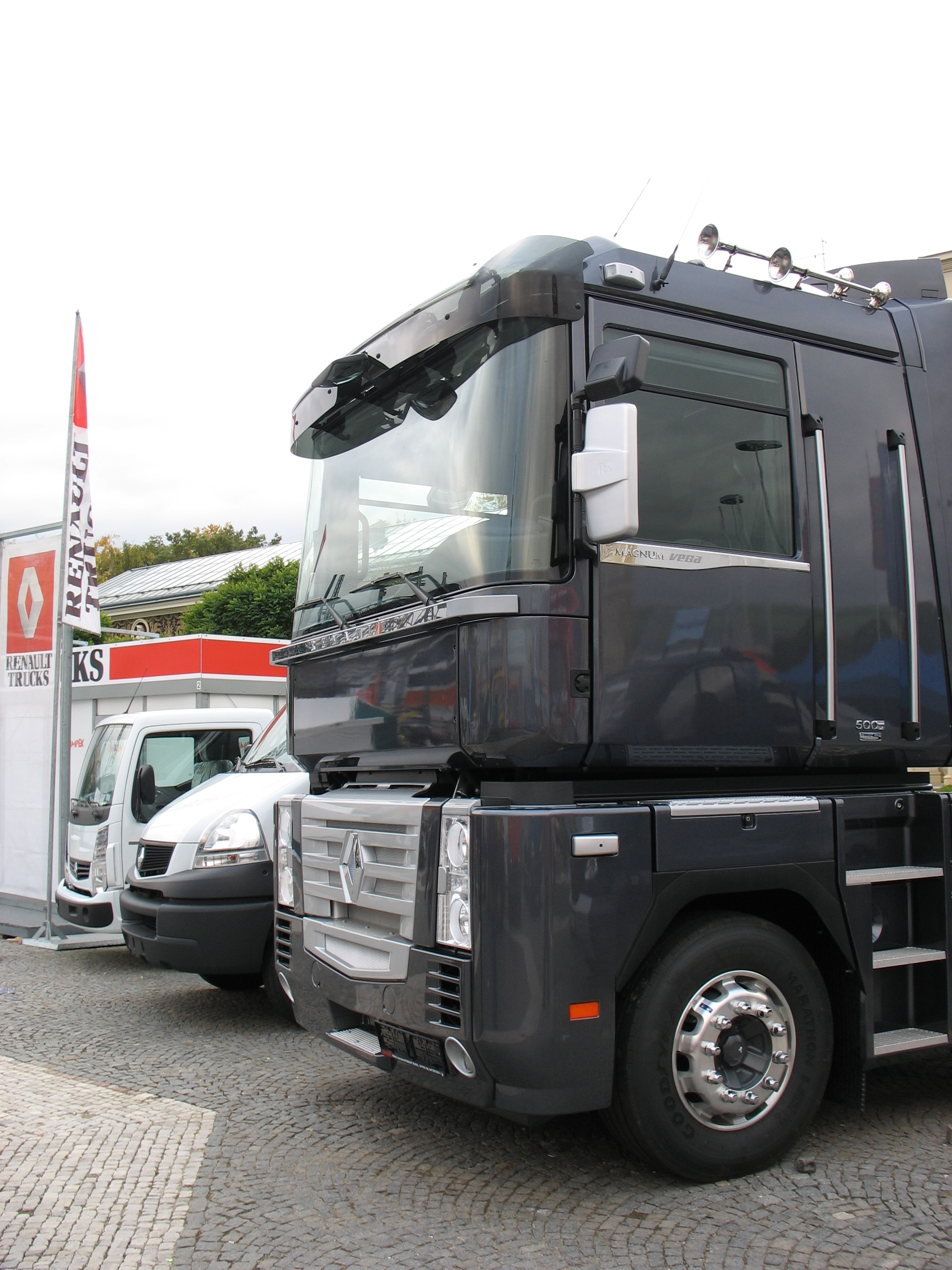
Renault Magnum VEGA z 2007 roku

Renault Magnum produkowane było od 1990 do 2013 roku (w latach 1992–2000 montaż także w Polsce, z elementów przywiezionych z Francji w Starachowicach w firmie Matrans S.A. całe kabiny i silniki przywożono na wagonach kolejowych. Montaż został przerwany ze względu na zniesienie stawek celnych na importowane ciężarówki). Ukazały się cztery generacje Magnum – od 1990 roku Magnum AE, od 1997 Magnum Integral, od 2002 Magnum Millenium, od 2008 Magnum New Dimensions. Przez cały czas produkcji zachowano bryłę pojazdu z obszerną kabiną kierowcy.
W kolejnych modyfikacjach zmieniano silniki (w wersji AE o mocach 380, 385, 420, 430, 500, 520, 560 KM, w wersji Integral o mocach 390, 430, 470, 560 KM, w wersji E-Tech o mocach 400, 440 i 480 KM, w wersji DXi o mocach 440, 460, 480 KM oraz w wersji z 2008 roku silniki konstrukcji Volvo o mocach 460 i 500 KM) oraz wystrój kabin, ale kształt pojazdu pozostaje niezmieniony. Auta tej serii mają jedną z największych kabin wśród europejskich aut ciężarowych, płaską podłogę wewnątrz (całkowita wysokość wewnętrzna wynosiła 1,92 metra (od 2008 roku 2,05 metra), dzięki czemu nawet wysocy kierowcy mogą wewnątrz czuć się swobodnie), dwa łóżka, małą lodówkę, szafę na odzież, liczne schowki oraz regulowane elektrycznie żaluzje na wszystkie szyby. Taki komfort kabiny udało się uzyskać francuskim konstruktorom dzięki całkowitemu oddzieleniu części mieszkalno-roboczej (kabina) od jednostki napędowej i podwozia. Może ciągnąć naczepy o ciężarze nawet do 40 ton.
Magnum podbiło też rynki Niemiec oraz Turcji, stanowi podstawę taboru przewoźników z Hiszpanii i Portugalii, popularne w Europie Wschodniej, w tym w Polsce, Hungarocamion z Węgier, Paconasa z Hiszpanii, Raben z Holandii czy Norbert Dentressangle z Francji.
Do spopularyzowania Renault Magnum w krajach skandynawskich przyczyniło się przejęcie w 2001 roku firmy Renault V.I. przez koncern Volvo AB.
Seria ciężarówek Renault Magnum trzykrotnie otrzymywała wysokie noty w konkursie o tytuł najlepszej ciężarówki roku:
- „Trucks of the Year 1991” – Renault AE Magnum zajął pierwsze miejsce,
- „Trucks of the Year 1998” – Renault Magnum Integral zajął drugie miejsce,
- „Trucks of the Year 2002” – Renault Magnum Millenium zajął trzecie miejsce.

W 2013 Renault Magnum zostało zastąpione przez Renault Range T. Ostatnie wyprodukowane Magnum zostało odebrane przez firmę Etablissements Robert Chabbert.
Renault Magnum jest przez kierowców potocznie nazywany „Magnumką”.